# Toutou (dieu)
Pour les articles homonymes, voir Toutou.
Le dieu sphinx Toutou (Tithoès en grec) est une divinité tardive de la mythologie égyptienne, puisqu’il n’est pas attesté avant la Basse époque. Il semble être d’origine saïte, comme le montre un fragment de naos d'Apriès qui mentionne déjà le nom de ce dieu et une statue du Musée Calouste-Gulbenkian de Lisbonne, peut-être de Saïs et datée de la XXVIe dynastie, indiquant un prêtre de Toutou.
Fils de Neith, il est considéré comme un dieu dangereux, protecteur contre les démons et les mauvais rêves. Mélange de plusieurs dieux et traditions de protection contre le mal, il témoigne d'une certaine décadence dans la pratique de la religion antique égyptienne.
Il est représenté habituellement comme un sphinx coiffé du némès, surmonté de la coiffure hathorique, le regard de face, ailé, une tête de faucon sur le dos, un ouadjet représentant sa queue de sphinx.
Le seul temple dédié à Toutou se trouve à Kellis et c'est de lui dont proviennent la plupart des images et informations dont on dispose aujourd'hui concernant cette divinité .